# Битка при Аламо
Битката при Аламо е битка между мексиканската армия и тексаските въстаници (наричани още „теханос“). Тя била част от Тексаската революция. Състояла се около мисионерския център Аламо, в гр. Сан Антонио.
Тексас винаги е бил спорна територия за Мексико и САЩ. След като Мексико станала независима държава през 1821, този район бил даден под властта на Стивън Остин и било насърчено имигрирането на американци там. Тъй като мексиканските власти не изпълнили обещанията си към имигрантите за по-добър живот, те въстанали и така започнала Тексаската революция. Тя продължила през 1835 – 1836 г.
Битката при Аламо била едно от най-драматичните и най-важните сражения в Тексаската революция. Битката представлявала защита на тексаския мисионерски център Аламо в Сан Антонио (тогава наричан Сан Антонио де Бехар) и била в края на февруари и началото на март 1836. Началото било на 23 февруари, а краят – на 6 март, когато изтощеният гарнизон на центъра бил окончателно разбит от многократно превъзхождащата го мексиканска армия. Тексаските защитници са най-много 300, а мексиканците са около 3000. Гарнизонът удържал крепостта 13 дни, но накрая паднал. Още в първите дни, за да събере подкрепление, Уилям Травис написал прочутото писмо „До народа на Тексас и всички американци по света“, което събрало в Гонзалес голяма армия, но тя не успяла да стигне Аламо навреме и по-голямата част от нея образувала ядрото на армията, победила мексиканците в битката при Сан Хасинто, при която командир на тексасците бил Сам Хюстън.
В битката при Аламо загиват две от легендарните личности в американската история – Дейви Крокет и Джеймс Боуи (смятан за създател на знаменития нож Боуи, макар че действителният дизайнер на ножа е по-големият му брат Резин Боуи).
Разбиването на тексасците при Аламо било единствената им загуба във войната и ги мобилизирало изключително много. След битката при Сан Хасинто били подписани договорите от Веласко, които провъзгласили независимостта на Република Тексас. След Мексиканско-американската война Тексас станал един от щатите на САЩ.

## Филми
Едни от филмите за битката при Аламо са:
- Аламо (1960) – филм с участието на Джон Уейн в главната роля.
- Аламо (2004) – филм с участиието на Джон Хенкок в главната роля.